# Koppången
Koppången este o arie protejată (arie specială de conservare — SAC, sit de importanță comunitară — SCI, arie de protecție specială avifaunistică — SPA) din Suedia întinsă pe o suprafață de 4.935 ha, integral pe uscat.

## Localizare
Centrul sitului Koppången este situat la coordonatele 61°21′11″N 14°47′25″E / 61.3531°N 14.7904°E.

## Înființare
Situl Koppången a fost declarat sit de importanță comunitară în septembrie 2000 pentru a proteja 11 specii de animale. Alte tipuri de protecție:
- arie de protecție specială avifaunistică (în septembrie 2000)[2]
- arie specială de conservare (în martie 2011)[1][3][4]

## Biodiversitate
Situată în ecoregiunea boreală, aria protejată conține 9 habitate naturale: Izvoare fino-scandinave și mlaștini produse de izvoare bogate în minerale, Mlaștini împădurite, Cursuri de apă de la nivel de câmpie la nivel montan, cu vegetație Ranunculion fluitantis și Callitricho-Batrachion, Taiga vestică, Lacuri și iazuri distrofice naturale, Turbării Aapa, Mlaștini turboase de tranziție și turbării mișcătoare, Pajiști uscate europene, Păduri caducifoliate de mlaștină fino-scandinave.
La baza desemnării sitului se află mai multe specii protejate de  păsări (11): lebădă de iarnă (Cygnus cygnus), ciocănitoare neagră (Dryocopus martius), cocor (Grus grus), viespar (Pernis apivorus), bătăuș (Philomachus pugnax), ciocănitoare de munte (Picoides tridactylus), ploier auriu (Pluvialis apricaria), huhurezul mic (Strix uralensis), cocoșul de mesteacăn (Tetrao tetrix tetrix),  cocoș de munte (Tetrao urogallus), fluierar de mlaștină (Tringa glareola).